# 幕内里奈
幕内 里奈（まくうち りな、1996年10月17日 - ）は、日本のグラビアアイドル。神奈川県出身。ギャラクシーオーシャン所属。ヤンチャン学園3期メンバー。

## 略歴・人物
モデルとして活動。
2015年5月、秋田書店主催のミスコン「ミスヤングチャンピオン2015」にエントリー。前期での合格はならなかったものの、7月14日、オーディション後期試験合格者に選ばれ、『ヤンチャン学園』および『ヤンチャン学園 音楽部』のメンバーとなる。
趣味は手芸とDVD鑑賞。目標は女優。2018年3月24日にヤンチャン学園を卒業。

## 作品

### シングル
- Snowdrop（ヤンチャン学園音楽部、3rdシングル、発売元：ダイキサウンド）
- はじめまして（ヤンチャン学園音楽部、4thシングル、発売元：ダイキサウンド）
- 断然☆君恋（ヤンチャン学園音楽部、5thシングル、発売元：ダイキサウンド）

## 出演

### ラジオ
- 「GIRLS♥GIRLS♥GIRLS =flying high=　ヤンチャン学園音楽部 土夜にヤングチャンピオン」(FM FUJI)- ヤンチャン学園音楽部として2015年10月より不定期出演[5][6]

### テレビ
- 「IDOL♡アカデミー K☆U☆T」【1部】♯7（2016年4月1日、スカパー・Kawaiian TV）[7]

### スチールモデル
- lilimo
  - 通勤コーデ♡あなたはかわいめ？きれいめ？両方かなえちゃう着回し方（2016年2月16日）[8]
  - How to ヘアスタイル～ゆるふわカールの作り方～（2016年3月8日）[9]

### 舞台
- ヒロセプロジェクト『神様と過ごした10日間2005』（2005年11月11日 - 15日、ラゾーナ川崎プラザソル）– 千本桜かえで役
- 3.14h『大型』（2016年8月25日 - 9月3日、すみだパークスタジオ倉）[10]

### MV
- EXILE THE SECOND 「YEAH! YEAH! YEAH!」[11]

### 雑誌
- ヤングチャンピオン（秋田書店）– 「ヤンチャン学園おひろめ隊」コーナーにて不定期掲載